# Vers-sur-Méouge
Vers-sur-Méouge é uma comuna francesa na região administrativa de Auvérnia-Ródano-Alpes, no departamento de Drôme. Estende-se por uma área de 13,81 km². Em 2010 a comuna tinha 41 habitantes (densidade: 3 hab./km²).